# Puente de Boyacá
El puente de Boyacá es un monumento declarado Patrimonio Cultural de la Nación ubicado en el Campo de Boyacá, en el Distrito Histórico y Cultural de Tunja en el municipio de Ventaquemada, departamento de Boyacá, en el centro de Colombia.
Está situado sobre la cordillera Oriental de los Andes colombianos, a unos metros de la Ruta Nacional 50, 8 kilómetros al suroeste de la zona urbana de Tunja, en un valle atravesado por el río Teatinos.
Numerosos monumentos se han erigido en los alrededores para conmemorar la histórica victoria de los independentistas en la batalla de Boyacá el 7 de agosto de 1819, con la que se obtuvo la independencia de Colombia. El puente fue construido a principios del siglo XVIII y declarado monumento nacional de la independencia desde 1920.

## Esculturas y monumentos históricos
En el sector del puente de Boyacá se conservan los siguientes monumentos:
- Monumento a Simón Bolívar: situado en la zona sur sobre una colina, es la estatua de Bolívar con la bandera de Colombia sobre su pecho, sobre un pedestal sostenido por cinco mujeres haciendo alegoría a las cinco naciones libertadas por el prócer: Colombia, Venezuela, Perú, Ecuador y Bolivia, además teniendo en cuenta el territorio de Panamá que pertenecía al territorio neogranadino. En frente se encuentra la estatua de Clio, la musa de la historia, quien sostiene un manuscrito.
- La estatua de Francisco de Paula Santander.
- El Arco del Triunfo se encuentra al noroeste, representa las tres principales razas de la nación en el mestizaje;
- El Obelisco Victoria de Boyacá;
- La Plaza de Banderas con la llama perpetua de la Libertad;
- Las banderas de los 123 municipios del departamento.

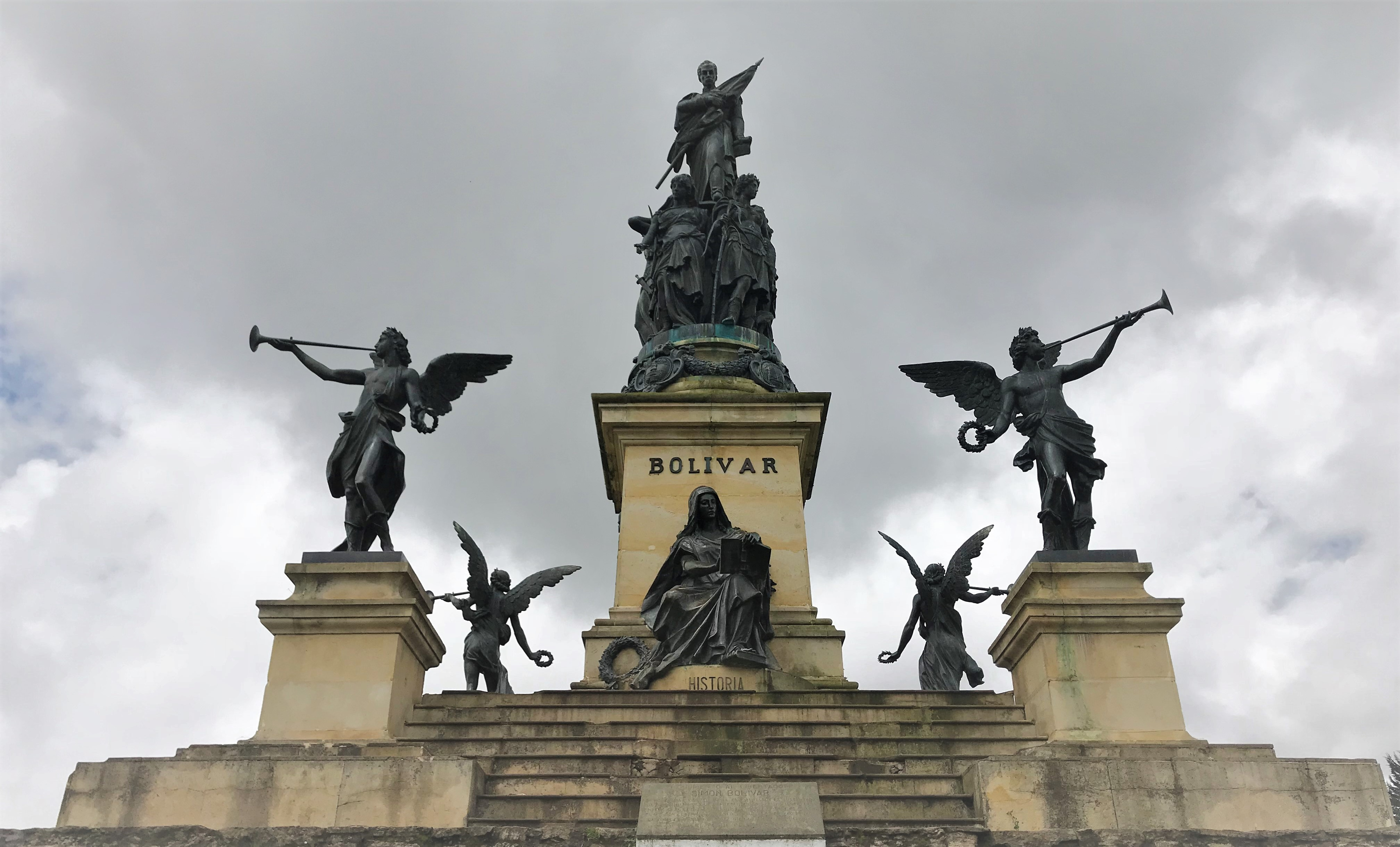
Monumento a Simón Bolívar, Puente de Boyacá. Obra de Ferdinand von Miller fabricada en Múnich, Alemania, en 1930. Conjunto de esculturas en bronce que representan a Simón Bolívar, sostenido por 5 mujeres que representan las 5 naciones liberadas por él, en la base de cada una el escudo de cada país. En la parte inferior Clío, musa de la historia, cerrando el conjunto 4 ángeles anunciando la batalla del Puente de Boyacá y la gesta libertadora a los 4 puntos cardinales.

- Monumento a Pedro Pascasio Martínez.
- Las Piedras de Barreiro, ubicadas cerca a la sede de secundaria de la Institución Educativa Panamericano Puente Boyacá: donde el coronel español José María Barreiro Manjón intentó sobornar al joven Pedro Pascasio Martínez para escapar del ejército patriota.
- Una parte se encuentra ubicada dentro de terrenos de la Vereda La Bajita al oriente del río Teatinos, perteneciente a Tunja y parte del Conjunto Monumental y Turístico de la capital boyacense.
- Los terrenos al occidente del río Teatinos corresponden al municipio de Ventaquemada, donde se encuentra la mayoría de los monumentos, la parroquia San Miguel Arcángel Puente de Boyacá y la Institución Educativa Panamericano Puente de Boyacá con sus cuatro sedes.

## Centro religioso y patriótico
La parroquia San Miguel Arcángel Puente de Boyacá fue inaugurada el día 8 de diciembre de 1963. El actual párroco es el padre Carlos Arturo Rodríguez.

## Centro educativo de carácter patriótico
En el sector está presente la Institución Educativa Panamericano Puente Boyacá con cuatro sedes:
- Sede Panamericano o Central de grados 6.º a 11.º, en el Campo de Boyacá.
- Sedes Bolivariana, Chorro Blanco y Puente Boyacá de preescolar a 5.º grado.
- "Es destacada por su sana convivencia y su buen promedio educativo de carácter rural".